# Lienardia disconicum
Lienardia disconicum é uma espécie de gastrópode do gênero Lienardia, pertencente a família Clathurellidae.